# IPhone SE (1.ª geração)
A primeira geração do iPhone SE é um smartphone da linha iPhone, desenvolvido pela Apple Inc., anunciado no dia 21 de março de 2016 num evento oficial da empresa em Cupertino e lançado no dia 31 de março de 2016. É o sucessor direto do iPhone 5s, o qual incorpora aprimoramentos no hardware e recursos do iPhone 6s, porém mantendo a tela de quatro polegadas idêntica ao seu antecessor. De acordo com Phil Schiller, a sigla "SE", a primeira sem seguir a contagem cronológica do dispositivo, significa "Special Edition" (Edição Especial, em português).

## Posição no mercado
A última maior remodelagem do iPhone resultou numa linha com telas maiores, entre 4,7 e 5,5 polegadas, os quais são iPhone 6 e 6 Plus respectivamente. No entanto, ainda havia um número significativo de usuários que preferiam a tela de 4 polegadas utilizadas no iPhone 5 e 5s. Portanto, a Apple que tinha a estratégia originalmente de deixar o iPhone 5s como seu smartphone de entrada, optou por utilizar o mesmo design bem aceito pelo público, porém com o hardware topo de linha da empresa.